# Козјачки партизански одред
Козјачки партизански одред формиран је 12. октобра 1941. године на локалитету Студена Вода, пет километара источно од Куманова. Био је једна од четири партизанске јединице у Македонији 1941. године. Заједно са Карадачким партизанским одредом је први партизански одред из Куманова. Формирало га је 25 бораца. Командант одреда био је Љубомир Здравковски – Гачо, а политички комесар Киро Нацев – Фетак.

## Борбени пут одреда
Стециште Одреда био је локалитет Студена Вода, пет километара источно од Куманова. Одатле је Одред стигао на врх Китке, на Козјак планину 13. октобра. Током похода, у ноћи између 12. и 13. октобра, неколико бораца је напустило одред, а команданту одреда Љубомиру Здравковском тешко је позлило, због чега је остављен на лечење код сељака у селу Четирце, заједно са Христијаном Тодоровским да му помогне, и још четири борца. Дана 15. октобра одред је одржао митинг у селу Мигленце, а 16. октобра напао манастир Св. Прохор Пчињски. Полицајци који су се налазили у манастиру побегли су пре напада.
По доласку одреда у рејон села Малотино, после издаје сеоског кмета, бугарска војска је напала одред 17. октобра и после неколико сати борбе су га уништили. Неколико бораца је погинуло, неколико је успело да се пробије, а већина је заробљена. Стојан Георгиевски - Тане и Васе Гелев су погинули у борби, а Димче Јовчев Величковски – Еребица је погинуо приликом стрељања заробљених партизана. Непријатељски обруч су разбили Киро Нацев – Фетак, Боро Бојиновски – Прцан и Срећко Петрушевски – Пужаљка. Ухваћени су и одведени у Куманово: Михаило Мургашански, Боро Јовчевски – Суџук, Филимена Михаилова, Киро Менков, Герасим Димковски – Чвор, Тошо Ангеловски – Зидар и Салтир Путински. Дана 8. новембра 1941, заробљени партизани су изведени пред суд и изречено је пет смртних и четири затворске казне. Ова битка и њени учесници опевани су у песми „На Кумановском пољу бој се бије“.

## Борци одреда
У саставу одреда су били следећи борци:
- Љубомир Здравковски - Гачо, командант
- Киро Нацев - Фетак, политички комесар
- Тодор Ангеловски
- Боро Божиновски – Прчан
- Васе Гелев
- Стојан Георгиевски – Тхане
- Стојан Георгиевски – Ага
- Герасим Димковски – Чвор
- Андон Петковски, политички комесар (после смрти Кира Фетака)
- Стојан Додевски – Оџа
- Александар Јакимовски – Кеке
- Боро Јовчевски
- Димче Величковски (Јовчевски) – Јаребица
- Урош Караџински
- Киро Менков
- Михајло Мургашански
- Филимена Михајловска
- Киро Наков
- Срећко Петрушевски – Пужаљка
- Салтире Путински
- Христијан Тодоровски Карпош
- Трајан Стојмановски – Грне
- Мирко Трајковски
- Гиго Цветковски
- Александар Георгијевски
- Стојан Милдинов – Стриц